# L'Amour de ma vie
L'Amour de ma vie (Devuélveme la vida) est une telenovela colombienne produite et diffusée entre le 16 avril 2024 et le 15 juillet 2024 sur Caracol Televisión.
En France d'outre-mer, elle est diffusée depuis le 22 mars 2025 sur le réseau Outre-mer La Première,.

## Synopsis
Mariana, l'héritière de la plantation cotonnière La Victoria, tombe amoureuse de Joaquín, un travailleur noir. Lorsque Alfredo Azcarate découvre la relation de sa fille, il s'y oppose fermement. Avec Rogelio – son fidèle contremaître qui aime secrètement Mariana et souhaite hériter du domaine –, ils décident de se débarrasser de Joaquín et du bébé attendu par Mariana. Accusé à tort d'un crime qu'il n'a pas commis, Joaquín est présumé mort et Mariana tombe dans la dépression lorsqu'elle apprend que son bébé est mort après l'accouchement. Des années plus tard, Mariana découvrira qu'elle a été dupée... 

## Distribution
| Acteur/Actrice        | Personnage                                                 |
| --------------------- | ---------------------------------------------------------- |
| Jair Romero           | Joaquín Mosquera / Joseph Stewart                          |
| Sergio Herrera        | Joaquín Mosquera / Joseph Stewart (jeune)                  |
| Paula Castaño         | Mariana Mercedes Azcárate Ávila                            |
| María José Camacho    | Mariana Mercedes Azcárate Ávila (jeune)                    |
| Jairo Camargo         | Alfredo Azcárate Valencia                                  |
| Carlos Manuel Vesga   | Alfredo Azcárate Valencia (jeune)                          |
| Melanie Dell'Olmo     | Sara "Sarita" Benítez Azcárate / Benítez Rojas             |
| Luis Gerónimo Abreu   | Rogelio Benítez / Rogelio Azcárate Benítez / Ignacio Rosas |
| Ricardo Mejía         | Rogelio Benítez / Rogelio Azcárate Benítez (jeune)         |
| Maia Landaburu        | Ofelia Arbeláez                                            |
| Modesto Lacen         | Graciliano Mosquera                                        |
| Jefferson Quiñones    | Graciliano Mosquera (jeune)                                |
| María Nela Sinisterra | Josefina "Jose" Mosquera                                   |
| Paola Valencia        | Josefina "Jose" Mosquera (jeune)                           |
| Ana Harlen Mosquera   | Virgelina de Mosquera                                      |
| Kriss Cifuentes       | Thiago "Tino" Domínguez / Thiago Ibargüen Córdoba          |
| Luigi Aycardi         | Orlando Azcárate                                           |
| José Julián Gaviria   | Abelardo Azcárate                                          |
| Marcela Agudelo       | Magola Azcárate                                            |
| Héctor García         | Ignacio Bernal                                             |
| Nikolás Rincón        | Erick Guinand                                              |
| Adriana Osorio        | Benancia                                                   |
| Isa Mosquera          | Imelda                                                     |
| Leo Sosa Fuentes      | Jesús Manrique                                             |
| Charlie Becerra       | Federico Ayala                                             |
| Edward Rojas          | Leonardo                                                   |
| Tatiana Ariza         | Jazmín Rojas / Sœur Marina                                 |
| Camy Jiménez          | Amanda                                                     |
| Julio Sánchez Cóccaro | Carlos Frías "El Turco"                                    |
| Nina Caicedo          | Carla Williams                                             |
| Paola González        | Lucy Stewart / Lucy Mosquera Williams                      |
| Sara Pinzón           | Matilde Azcárate                                           |
| Leonardo Angelone     | César Arboleda                                             |
| Juan Carlos Arango    | Sergent Mayorga                                            |
| Obeida Benavides      | Maura                                                      |
| Marlyn Dinas          | Lisseth Guerrero                                           |
| Yarlo Ruiz            | Ángel Casseres                                             |
| Saray Rebolledo       | Berenice Casseres                                          |
| María Cecilia Sánchez | Eliana Ospina                                              |
| Tatiana Santacruz     | Linda                                                      |
| Victoria Hernández    | Ignacia Peña                                               |
| Walter Luengas        | Roberto Angarita                                           |
| Felipe Giraldo        | Bonche                                                     |
| Tim Janssen           | Mr. Summer                                                 |
| Indhira Serrano       | Primitiva Córdoba                                          |
| Javier Gardeazábal    | Luis                                                       |
| Jesús De Los Ríos     | Anselmo Luna "Pedro Acuña"                                 |
| Miguel González       | Rafael                                                     |

## Version française
La version française est assurée par Studio Plug-in au Maroc.
Avec les voix de Farida Hamou, Nathalie Leplay, Alex Pinault, Adrien Caminada, Brahim Bihi, Guillaume Escaffre, Eric Cuvelier, Jean-Albert Margaine, Hamza Touijri, Emmanuelle Brindel, Nawal Lamrini, Fanny Dalmau, Kenza El Awad, Layla Hajji, Mouna Belgrini, Vanessa Lefebvre, Camille Bechta, Nicolas Reydet, Dounia Elmedkouri, Dominique Saouri, Michael Paolinetti, Salma Eddlmi et Rodolphe Abbassi.

## Diffusion
- Caracol Televisión (2024)
- Netflix (2024)
- La 1ère (2025)